# 9-й «А» истребительный авиационный полк ПВО
9-й «А» истребительный авиационный полк ПВО (9-й «А» иап ПВО) — воинская часть авиации ПВО, принимавшая участие в боевых действиях Великой Отечественной войны.

## Наименования полка
За весь период своего существования полк несколько раз менял своё наименование:
- 9-й истребительный авиационный полк[1][2];
- 9-й «А» истребительный авиационный полк[1][2];
- 9-й «А» истребительный авиационный полк ПВО[2];
- 445-й истребительный авиационный полк ПВО[2];
- 445-й истребительный авиационный полк ПВО имени Ленинского комсомола;
- Войсковая часть (Полевая почта) 06984[1][2].

## История и боевой путь полка

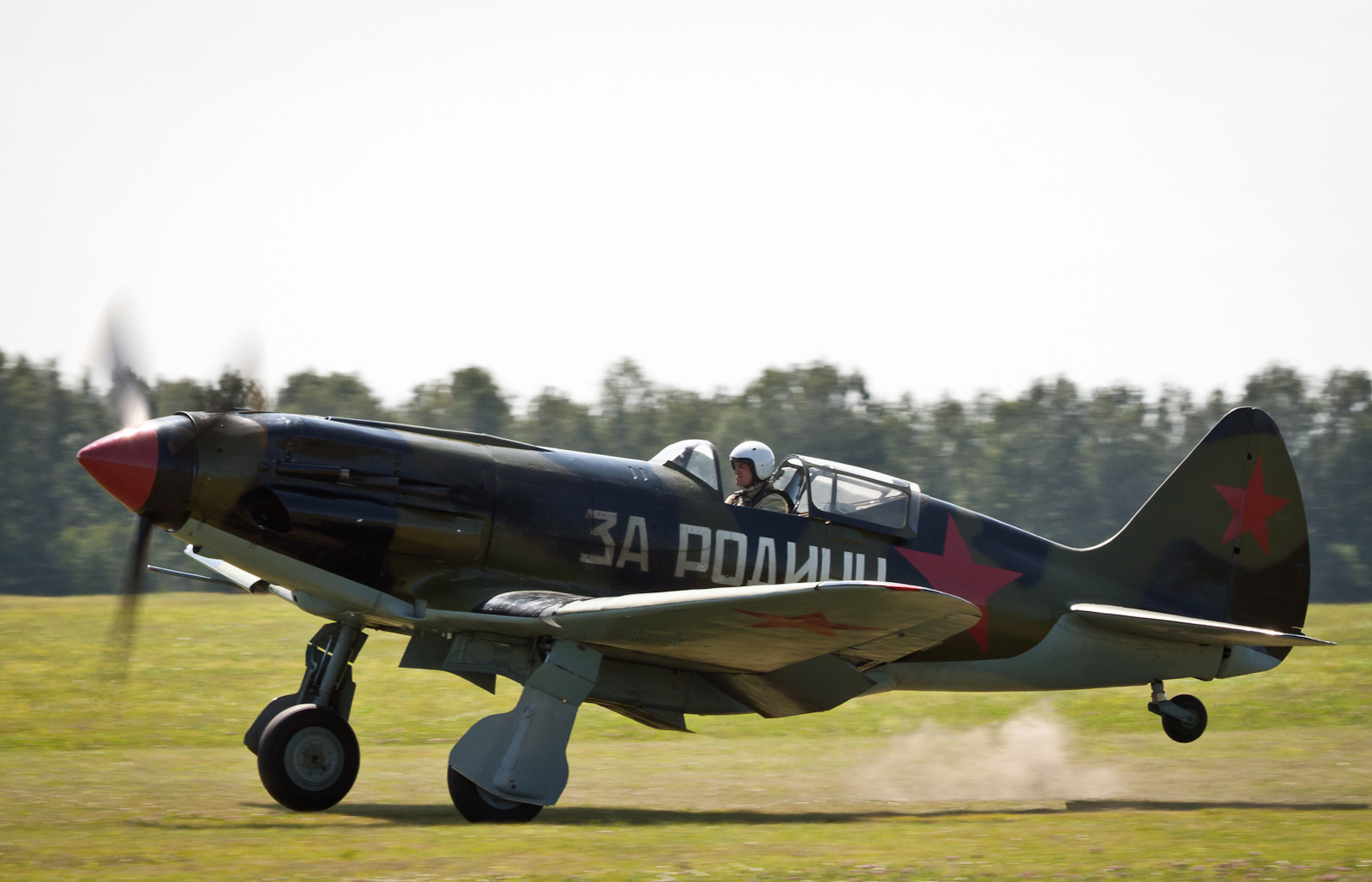
Самолет МиГ-3

Полк сформирован как 9-й «А» истребительный авиационный полк по штату 015/134 методом разделения 9-го иап, прибывшего из Забайкальского военного округа, на два полка. 9-й «А» иап был оставлен в г. Кашире в оперативном подчинении штаба 6-го истребительного авиакорпуса ПВО с одновременным переучиванием на истребители МиГ-3.
В составе 6-го иак ПВО Московской зоны ПВО 22 июля 1941 года полк вступил в боевые действия против фашистской Германии на самолетах МиГ-3 и И-16. Осуществлял прикрытие города и военных объектов Москвы с воздуха, помимо выполнения задач ПВО вылетал на прикрытие своих войск, штурмовку войск противника, действуя в интересах командования наземных фронтов.
25 сентября 1941 года полк переименован в 445 истребительный авиационный полк.

## В действующей армии
В составе действующей армии:

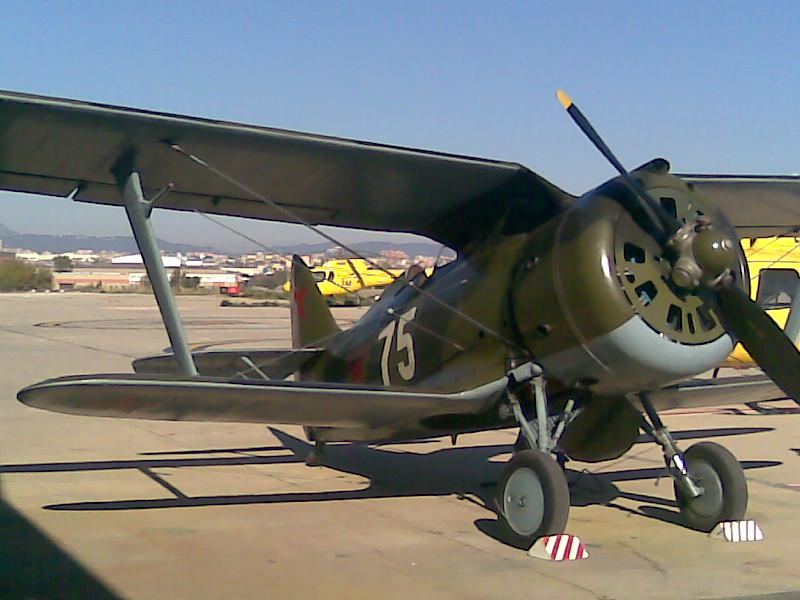
Самолет И-153

- с 22 июля 1941 года по 25 сентября 1941 года.

### Командиры полка
- капитан, майор Круглов Владимир Петрович, 07.1941 — 09.1942;